# Club Atlético Libertad
El Club Atlético Libertad es un equipo de fútbol profesional de Ambato, Provincia de Tungurahua, Ecuador y se desempeña en la Segunda Categoría del Campeonato Ecuatoriano de Fútbol. Está afiliado a la Asociación de Fútbol Profesional de Tungurahua.

## Palmarés

### Torneos provinciales
| Competición                           | Títulos | Subcampeonatos |
| ------------------------------------- | ------- | -------------- |
| Segunda Categoría de Tungurahua (1/1) | 1991.   | 1974           |

- Datos: Q5773185